# José Arturo Márquez de Prado
José Arturo Márquez de Prado y Pareja (Madrid, 2 de noviembre de 1924-Villanueva de la Serena, 10 de julio de 2017) fue un militante carlista y jefe nacional de Requetés.

## Biografía
Siendo joven, se hizo carlista y estuvo al frente de la Agrupación Escolar Tradicionalista (AET) madrileña. Se distinguió desde el principio por su dedicación, que le llevó a ser detenido y multado con frecuencia. En 1944, por ejemplo, fue conducido al campo de concentración de Nanclares de Oca por gritar ¡Viva el Rey! a la salida de la Misa por los Mártires de la Tradición en la Iglesia de Santa Bárbara en Madrid.
Fue secretario general del Requeté desde 1946 hasta 1960, año en el que fue nombrado jefe nacional de dicha organización. En los años 1962 y 1963 colaboró con la Organisation de l'Armée Secrète (OAS), organización armada clandestina para la defensa de la presencia francesa en Argelia. Por gestión del pretendiente Javier de Borbón Parma, mantuvo, además, escondido en su casa de Madrid, durante más de un año, al marqués de Montpeyroux, tradicionalista francés perseguido por De Gaulle.
Como jefe nacional del Requeté, acogió en varias ocasiones a Carlos Hugo en su casa, situada en Madrid, en la calle del General Sanjurjo. Allí el joven príncipe se expuso a la influencia del sector dirigente del Requeté, descrito por Javier Lavardin como «militarista, con espíritu de Cruzada, donde se respiraba un ambiente de ultraderecha». Ello molestaba al sector intelectual y universitario del carlismo, partidario de modernizar el movimiento, que pretendía apartar a Carlos Hugo de aquella influencia. Algunos de los colaboradores de Márquez de Prado eran Javier Isasi Ivison, Enrique del Campo Sánchez, Sixto Barranco Carmona y Hermenegildo García Llorente. Márquez de Prado también acompañó a Carlos Hugo en algunas de sus giras por España.
En 1965, Carlos Hugo le destituyó como jefe nacional del Requeté. Discrepando de la nueva línea que se vislumbraba en la Comunión Tradicionalista (dirigida desde ese año por Carlos Hugo y sus secretarios), y a instancias de Don Javier, Márquez de Prado se fue acercando al infante Sixto de Borbón Parma, a quien conocía desde que éste cursó de niño estudios en Vitoria, y que residía a la sazón en Lisboa, al haber causado baja en la Legión española tras ser descubierto bajo nombre supuesto. Desde entonces, se convirtió en su principal colaborador.
A partir de julio de 1973 Márquez de Prado organizó una serie de reuniones en su domicilio con el propósito de reorganizar la Comunión Tradicionalista (organización que el sector de Carlos Hugo había transformado en el Partido Carlista). El 8 de diciembre de ese año, una Junta Nacional de Requetés presidida por José Arturo Márquez de Prado y compuesta por otros antiguos dirigentes javieristas (Hermenegildo García Llorente, José María Vázquez de Prada, Luis Ulloa Messeguer, Antonio Fernández Cortés y Federico Ferrando Sales), realizó una declaración señalando que asumía «la tarea de rehacer la Comunión Tradicionalista», afirmando alzarse contra el príncipe Carlos Hugo por haber este «abandonado nuestra bandera». Dicha organización terminaría por configurarse en 1975, dando lugar a una nueva Comunión Tradicionalista.
El 9 de mayo de 1976 concurrió a la tradicional romería carlista de Montejurra, acompañando a Sixto Enrique de Borbón y liderando un nutrido grupo de leales, con la autorización del ministro de la Gobernación, Manuel Fraga, con la intención de devolverle el carácter tradicionalista al acto. En la víspera, Fraga se ausentó de España dejando una autorización de última hora, para que Carlos Hugo entrara procedente de Francia, y se presentara en Montejurra con sus seguidores. Se produjo un choque entre los dos grupos carlistas, con el resultado de dos muertos y varios heridos, a raíz del cual Márquez de Prado y otros partidarios de Sixto fueron encarcelados. Durante su estancia en la prisión de Pamplona rezaba el rosario acompañado por otros presos y recibió la visita de su amigo, el profesor Álvaro d’Ors. Posteriormente fueron amnistiados gracias a la ley de 1977.
En marzo de 1977, un año después de los sucesos de Montejurra, Don Javier recibió en su casa a su hijo Sixto, a Márquez de Prado y al periodista Alfredo Amestoy, que le hizo una entrevista para La Actualidad Española donde reafirmó el pensamiento carlista tradicional, condenando expresamente «el marxismo y el separatismo».
Tras el asesinato por ETA en Ondárroa de José María Arrizabalaga, jefe de la Juventud Tradicionalista de Vizcaya. José Arturo Márquez de Prado emitió una nota de prensa junto con Guillermo de Padura, secretario general de la Comunión Tradicionalista, en la que aseguraban que «ante la ineficacia de un Gobierno que no puede garantizar la vida de los ciudadanos, la sociedad tiene el derecho de actuar en legítima defensa» y que «la Comunión Tradicionalista Carlista y los requetés en ella encuadrados no tolerarán ni una provocación más».
Don Javier le hizo en 1965 caballero de la Orden de la Legitimidad Proscrita, otorgándole Don Sixto Enrique la Gran Cruz de la Orden en 2012.